# Gimnopusina
La gimnopusin es un fenantrenediol producido por la orquídea Bulbophyllum gymnopus. También se encuentra en  Bulbophyllum reptans and Maxillaria densa.